# Pollenia algira
Pollenia algira är en tvåvingeart som först beskrevs av Macquart 1843.  Pollenia algira ingår i släktet vindsflugor, och familjen spyflugor.
Artens utbredningsområde är Algeriet. Inga underarter finns listade i Catalogue of Life.